# Quechuas de Lambayeque
La población quechua-hablante de la región Lambayeque se ubica entre los 1000 y 4000 m, en ambas vertientes de la cordillera occidental de los Andes, ocupando parte de los distritos de Incahuasi, Cañaris y Salas (así como otros ubicados en los departamentos de Piura y Cajamarca). Existen también numerosos quechua-hablantes en las pequeñas ciudades de Ferreñafe (Lambayeque) y Pucará (Cajamarca). Este espacio de habla quechua en su variante Incahuasi-Cañaris se inicia en el ascenso a la sierra desde la zona costera de Lambayeque y se extiende en dirección noreste hasta a las vecinas regiones de Cajamarca y Piura. En Cajamarca, se encuentran en Andanga, Rumichaca, Tucto y Guayabo en el distrito de Miracosta (Chota), en torno al vecino valle del río Sangana, y en Querocotillo (Cutervo). Ambos se encuentran en límites del distrito de Incahuasi. También se habla este idioma en los caseríos de Tallas, Lishinas, Ninamaba, Pascapampa y Atunpampa (Jaén), ubicados en la vertiente Amazónica, a orillas del río Huancabamba, en límites con Cañaris. En Piura, los hablantes de quechua se ubican en Chilcapampa, en el distrito de Huarmaca (Huancabamba), un enclave formado por migrantes incahuasinos. Los habitantes de la sierra se dedican principalmente a la agricultura de panllevar, la cría de ganado ovino y vacuno, y en menor medida a otras actividades como el comercio o el transporte de pasajeros y mercancías. Este espacio de habla quechua es también el de unos rasgos culturales distintivos expresados, entre otros, en la organización comunal, las mayordomías religiosas, la música, las danzas, el curanderismo y el tejido, entre otros.

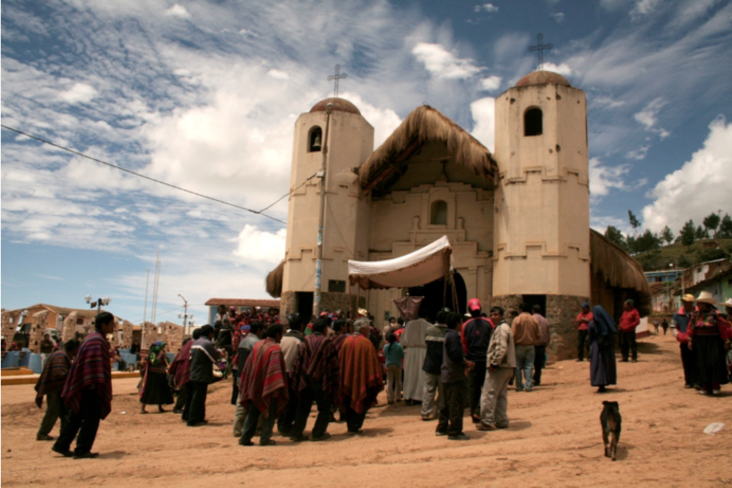
Iglesia de Incahuasi durante la procesión de la festividad del Niño Dios de Reyes 2011

## Historia
La historia y la etnografía de las comunidades quechua-hablantes de la sierra de la región Lambayeque es prácticamente inexistente y no se cuenta en la actualidad con ningún estudio sistemático sobre ellas.

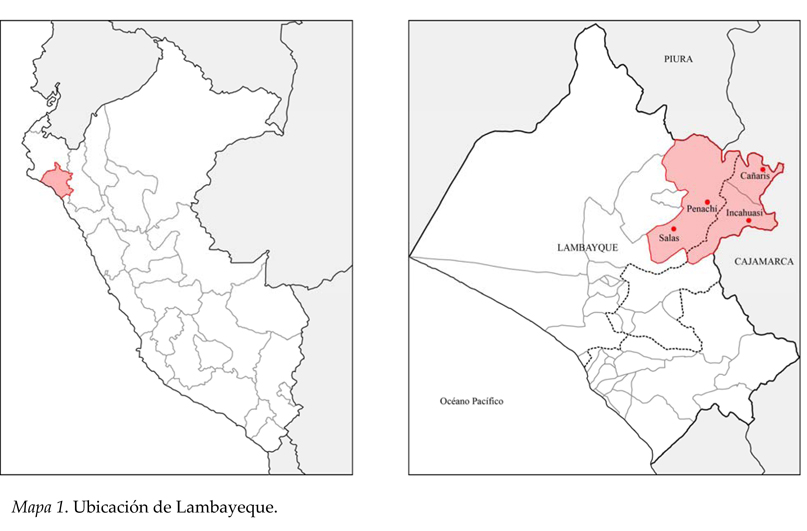
Mapa ubicación quechuas de Lambayeque. Extraído de: Martínez Santamaría, Luz (2011). Embarazo y Parto en la Sierra de Lambayeque: primeras aproximaciones. Tesina (DEA), Departamento de Antropología de América. Universidad Complutense de Madrid.

## La sierra de Lambayeque en época prehispánica: el control del agua
Sobre la ocupación temprana de la actual serranía lambayecana contamos con algunas informaciones de conjuntos monumentales pertenecientes al periodo formativo (2000 a. C.-100 d. C.) como los ubicados en Chiñama (Alva Mariñas 1989) o sobre la cabecera del río La Leche en los caseríos de Sangana y Congona (Alva 2009). Estos conjuntos han sido interpretados como centros ceremoniales vinculados al culto de la fertilidad y el agua, por encontrarse estratégicamente ubicados en las nacientes de ríos que riegan los valles costeros y como rutas de paso entre la serranía y las tierras bajas, al ser el punto donde la cordillera andina alcanza su punto más bajo en territorio peruano (Alva 2009:10-13).
Precisamente el control sobre el agua que nace en la cordillera es una de las claves para el estudio de la zona norte del Perú en época prehispánica. El agua, indispensable para la irrigación de los campos de cultivo que permitieron el desarrollo de las grandes culturas costeras de Moche, Lambayeque y Chimú (s. I al XV), habría impuesto una serie de especiales relaciones y tensiones entre los reinos costeños y los señoríos asentados en la serranía. La frontera entre estos dos espacios habría tenido una larga historia de fluctuaciones durante todo el periodo (Dillehay y Nethertly 1998: 85) cuyo resultado para las poblaciones de los flancos occidentales de la cordillera andina habría sido de intensos intercambios e influencias entre las tradiciones culturales costeñas y serranas.
Esta importante relación entre la costa y la sierra también fue entendida por los Incas quienes se expandieron sobre este territorio hacia 1470 bajo el mando de Topa Inga Yupanqui. Como lo relata Cabello de Valboa en su Miscelánea Antártica, los incas en su avance por los valles de Chimú Capac bajo el mando de dos tíos de Topa Inga, Auquiyupangui y Tilcayupangui, no se habrían encontrado con mayor resistencia a excepción de la de “unos Yndios bárbaros que vivían á las faldas de la sierra llamados Penachies”, quienes mataron a algunos de los del Cuzco. Como resultado, los capitanes incas apresaron al cacique costero de Jayanca y lo llevaron al Cusco por sospechar que había sido éste el que había ordenado el ataque ([1586] 1951: 331), sugiriendo una interdependencia político-militar entre estos dos espacios. 
La dinámica entre la costa y la sierra en época prehispánica ha sido precisamente tipificado través del caso de los señoríos de Jayanca y Penachí (Dillehay y Nethertly 1998). Cuando Sebastián de la Gama visita Jayanca en 1540, cuenta que el agua con la que regaban sus tierras era ‘rescatada’ por los señores de este señorío, quienes enviaban sal, ají y algodón al cacique de Penachí a cambio del agua de la quebrada de Canchachalá, uno de los afluentes del río La Leche (Ramírez 2002:44). La relación entre estos espacios complementarios ha sido interpretada más allá de un ‘intercambio’ de productos hacia el establecimiento de colonias permanentes de serranos en la costa y, en el otro sentido, de costeños en la sierra, formando enclaves o ‘islas’ de un solo archipiélago (Murra 2002:114), con un asentamiento que se ha entendido en términos de ‘territorialidad’ o ‘dominio salpicado’, lo que habría significado la interdependencia entre las formaciones políticas de la costa y de la sierra (Ramírez 1987: 58).

## Los penachíes y cañaris: el origen de los quechuas de Lambayeque
La documentación colonial temprana que conocemos da cuenta de la existencia del cacicazgo de Penachí por lo menos desde el inicio de la dominación inca a finales del siglo XV. El ámbito del cacique de Penachí se habría extendido por un territorio similar al de la actual sierra lambayecana como lo recoge Don Cristóbal Vaca de Castro en 1548, en su descripción del Obispado de Quito, el cacique de Penachí estaría: “… consecutivamente por parte de la sierra, e hacia la sierra el cacique Penachí, que es de la jurisdicción de la ciudad de San Miguel, e parte términos con el cacique de los Guambos, el cual cacique de los Guambos es de la jurisdicción de Trujillo, e por más encima de la sierra el cacique de Huancabamba, con todos sus términos e limites” (Albuja Mateus 1998:XLII; Burgos G. 1995:40). Es decir, el cacicazgo de Penachí habría estado ubicado en la sierra inmediata al señorío de Jayanca, hasta encontrarse por el sureste con el espacio de los guambos en Cajamarca y por el norte y noreste con los huancabambas, guayacundos y tabaconas de la sierra de piurana (Hocquenghem 1998:142-144).
Sobre la procedencia o filiación de los pobladores sujetos a este cacique de Penachí no se sabe casi nada. Algunos autores, sin aportar pistas sobre la procedencia de sus informaciones, le han atribuido distintos orígenes. Sebastián Lorente en el siglo XIX asegura que “Aunque habitaban dentro de los límites naturales del mismo territorio [muchik], pertenecían a la raza de los Tallanes y procedían de la sierra los naturales de Motupe, Cañares, Ingahuasi, Chóchope, Colaya, Penachí, Copiz y Olmos…” (Lorente 2005:561). Igualmente, los quechuas de Lambayeque han sido considerados como descendientes de los muchik (Ibáñez Inchaústegui 1997: 277) o como una etnia propia (Sevilla Exebio 1998).
Los estudios sobre las poblaciones prehispánicas de la vecina sierra de Piura, dan cuenta de un complejo mosaico étnico de pequeños señoríos con distintos orígenes, lenguas y tradiciones culturales (Hocquenghem 1989: 125-135; Taylor y Descola 1981), una situación que también se habría replicado hacia el sur en la sierra lambayecana. Dentro de este mosaico étnico, se encontrarían poblaciones de distintas filiaciones (amazónica, yunga y quechua) que habrían variado sus ámbitos de influencia a través de todo este periodo. En lo que respecta a las poblaciones de quechua hablantes habrían llegado a esta zona a partir de finales del Horizonte Medio, entre los siglos VII y IX, procedentes de los Andes centrales (Alva Mariñas 2009; Andrade 2012: 36; Hocquenghem, 1989: 45-49; Torero 1968: 97). Esta penetración pre-inca de grupos quechuas habría dejado su huella en el quechua que se habla en la actualidad en toda la sierra de Lambayeque (Quechua IIA) y que posee rasgos que ubican su procedencia en la Sierra Central (Andrade 2012; Torero 1968:135).

### Los mitmas cañari
A esta complejidad étnica del norte se añadiría el desplazamiento de poblaciones a otros nichos ecológicos en el aprovechamiento vertical del territorio (Ramírez 1987:58), y, con la llegada de los Incas, el traslado de poblaciones desde otros puntos del imperio. En esta práctica de desplazamientos masivos, conocida como mitma, podría estar el origen de la actual población del distrito de Cañaris que se piensa fue trasladada por orden de Topa Inga desde el pueblo de Cañar en el sur de la actual República del Ecuador para consolidar la conquista del norte (Espinoza Soriano 1986: 154).

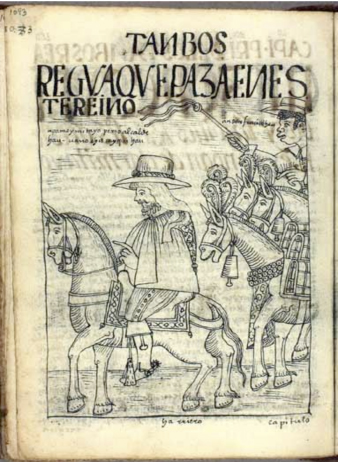
Tambos del Camino Real

Aunque hasta ahora no se conoce ningún documento que de cuenta de las características de este enclave, sí contamos con una noticia en la relación de “tambos del camino real” que hace don Felipe Guamán Poma de Ayala en su Nueva Crónica y Buen Gobierno (1615) que podría aportar una pista sobre su carácter. En su relación Guamán Poma refiere que existía un tambo llamado “Canaria tambo real” ubicado entre el tambo de Santa Ana, adscrito al espacio guayacundo en la serranía piurana al norte de la actual Cañaris; y el de Rocoto al este, perteneciente al ámbito de los guambos en la actual provincia de Cutervo en Cajamarca (Espinoza Soriano 2006:67). Poma de Ayala describe este Tambo como uno “que no tiene pueblo y que se halla rrecaudo, pulpiría” (1615:1094-1096), es decir, una estancia con aposentos y corrales para poder alojar al sapainca, un ‘tambo real’, pero sin un pueblo en su entorno. Esto puede sugerir que el enclave mitimae de Cañaris habría estado adscrito al cuidado de este tambo como ha sido descrito por Wademar Espinoza para Cajamarca, donde ha descrito a mitayos, dependientes directamente del inca, que estarían ocupados exclusivamente en el servicio de los tambos, ya que los caminos y hospederías de esta zona no eran muy concurridos y así lo requerían (1986:351).
Sin embargo, y cualquiera que fuese el tipo y carácter de estos mitimaes, los lazos de adscripción que mantenían con su curaca y etnia de origen fueron rápidamente desdibujados por la imposición de la administración colonial española, que no respetó las unidades administrativas indígenas (Ramírez 2002:64). Así se desprende de lo sucedido con unos mitmas penachies en Cajamarca durante la visita de González de Cuenca: « Por su lado, el curaca de la huaranca de Pampamarca –o Bambamarca- se apoderó de los mitmas yungas de Pencahí. Diez de éstos, encabezados por sus curacas Carguatoma y Zacán, fugaron en 1565 a la tierra de sus antepasados. El líder étnico de Pampamarca, don Francisco Tantaguatay, aprovechó la estancia de González de Cuenca en Cajamarca y solicitó que Don Hernando curaca de Penachí, los devolviera. En efecto, González de Cuenca, mediante un Auto firmado el 12 de febrero de 1567 dispuso que Francisco García de Vargas, corregidor de Saña, seguidamente de investigar la verdad, deportara otra vez a los mitmas yungas de Penachi a Cajamarca » (Espinoza Soriano 1969: 23). En este nuevo escenario impuesto por los colonizadores españoles, las comunidades de Cañaris y Penachí quedaron dentro de un mismo ámbito administrativo, al que posteriormente se añadirá Incahuasi, cuando sea fundada a mediados del siglo XVIII.

## La conquista española
La conquista española del cacicazgo de Penachí fue llevada a cabo por Alonso de Guerra en el año de 1533. En recompensa a Guerra le fue encomendado el cacique de Penachí (AGI, Lima 565, L. 2), dando inicio a poco más de medio siglo de este régimen para los naturales sujetos a este cacique. A Alonso Guerra le sucedió en el cargo su hijo, Diego de Guerra (AGI, Patronato, 106, R.7) quien la cambia y es nombrado entonces Juan Cortés (Hampe Martínez, 1979: 106). Tras la muerte de Cortés la encomienda es entregada en 1571 por el virrey Toledo a Antonio Venero y ese mismo año, a Pedro González de Prado (Schlüpmann 1994: 93, 95, 98). Poco tiempo después pasa por pleito a Antonio Vaca de Castro (AGI, Justicia,419,N.1). La encomienda de Penachí desparece al ser incorporada a la Corona Real por Real Cédula del 28 de marzo de 1576, tras haber vacado en España por muerte de don Antonio Vaca de Castro. 

### Las reducciones: la configuración de los actuales núcleos de Penachí y Cañaris
La desaparición de las encomiendas, en el marco del esfuerzo de la Corona española por retomar el poder sobre sus nuevos dominios, fue seguida por la política de reducciones introducidas en el Virreinato peruano por el Virrey Francisco de Toledo, a fines del siglo XVI. Las reducciones de la población indígena dispersa en respondía al interés Real de controlar a sus súbditos y tributarios y, especialmente, para lograr su evangelización. Con esta intención, en la Visita y Reducción de indígenas de Piura, Guayaquil y Puerto Viejo realizada entre 1572 y 1573, don Bernardino de Loayza y el Provisor del Arzobispado de Lima fundó la Reducción de Salas a la que se agregaron las parcialidades de Cañares y Penachí, para separarse pasados unos años (Huertas 1996:95).

Ya para el siglo XVIII, cuando la nucleación impuesta por las reducciones se había consolidado y en el Virreinato se encontraba asimilando las reformas impuesta por la dinastía de los borbones españoles, se multiplican los pleitos entre los Comunes de Indios y los hacendados por la posesión de la tierra. Estos litigios constituyen el grueso de la documentación colonial conocida sobre la actual sierra de Lambayeque y han jugado un papel clave en el proceso de legitimación de sus posesiones hasta el reconocimiento definitivo de las comunidades campesinas ya a fines del siglo XX. Entre estos documentos cabe destacar el conservado en la Comunidad de San Juan Bautista de Cañaris, una copia del expediente que siguen entre el Común de indios del Pueblo de San Juan de Cañares y Francisco Ydalgo Tinoco, Julián Salazar y otras personas como vecinos del Gobierno y Jurisdicción de la Ciudad de Jaén de Bracamoros por la posesión de las tierras nombradas de Illambe, Guacapampa, Nivinto, Montaña grande, Tabla Cucho al lindero Mirador, Sapallán, con sus pastos abrevaderos aguas y montes que dirigen al sitio Risco (Alva 2013).

Este documento habla de la situación vivida durante el siglo XVIII por los comunes de Indios, cuyo territorio estaba constantemente amenazado por el sistema colonial de haciendas. También, se hace eco de un importante cambio sucedido en este siglo en el que los caciques indígenas pierden su poder, despojados por las reformas borbónicas del cobro de tributo, y dando paso a la emergencia de los cabildos indígenas (O'Phelan Godoy 1977). Así se desprende de la escritura de compraventa de unos terrenos de propiedad de doña Juana María Callaipoma, nombrada como cacica principal de los pueblos de Penachí y Cañares, que los había heredado de su padre, el también cacique don Sebastián Callaipoma Lorenzo, al Cabildo, Justicia y Regimiento del Común de Indios de San Juan Bautista de Cañares como parte de las pruebas de posesión de los sitios en litigio. Sobre los caciques de este territorio no tenemos mucha información, pero podemos suponer que sufrieron, al igual que otros caciques de la zona, un profundo proceso de transformación hacia categorías españolas de posesión de la tierra, transmisión hereditaria y acumulación de dominios por alianzas matrimoniales (Diez 2006). Así parece desprenderse del testamento de don Esteban Guambos, cacique principal y gobernador de Olmos y Copis escrito en 1768, quien al no tener descendencia nombró como su heredera universal a su hermana mayor doña Bruna Guambos Efio. Entre las heredades legadas figuran los Gobiernos de Salas, Penachí y Cañaris, que don Esteban tenía por línea materna al ser hijo de doña María Jesús Callaipoma y que por entonces estaban en litigio con doña Lugarda Carhuariaco en los estrados de la Real Audiencia de Lima (Zevallos Quiñones 1989:104).

### Fundación de Incahuasi: la presión del sistema colonial de haciendas
Otro de los documentos del siglo XVIII fundamental para entender la configuración actual de la sierra de Lambayeque es el Auto que sigue Don José Ramírez de Arellano, dueño de las haciendas de Janque y Sangana contra los indios de Ingaguasi (AHL PIRA 20 Caja 429). En este litigio se recoge la fundación del pueblo de Incahuasi en 1748 por parte de parcialidades o grupos de aillu adscritos entonces a Cañares y Penachí como declaran los testigos, indios del pueblo de Penachí:  “…ser cierto y constarles a estos declarantes que los expresados Gerónimo Sánchez y Domingo Ramos yndios que han agregado del pueblo de Penachí y Cañares a la jalca nombrada de Ingaguaci, han hecho una capilla hace tiempo de más de un año colgando campanas, que han puesto rollo de alcalde y alguacil mayor diciendo ser pueblo, y que actualmente están formando cimientos para construir iglesia, pero no saben con que licencia…” (AHL, PIRA 20, 429, 1748-1788: Fol. 61v). La fundación de Incahuasi dentro de la legislación colonial española fue hecho por iniciativa de los indígenas en el marco de la lucha por la posesión del territorio, apropiándose de ese modo de la burocracia colonial y creando a partir de ella una nueva comunidad. El conflicto por el territorio de Incahuasi ya aparece en las composiciones de tierras de principios de siglo (Cornejo y Osma 1906: 30-62) y se prolonga por casi un siglo hasta 1788. 
Por su pate, en los territorios bajo el dominio de las haciendas también se registraron algunos intentos de oposición a los hacendados como se recoge en una revuelta de yanaconas de la hacienda de Sangana que fueron a refugiarse a la comunidad de Incahuasi(Sala i Vila 1989). Estas revuelta están a en línea con otros movimientos sociales que surgieron en todo el Virreinato a fines del siglo XVIII en que las que la población indígena se revela ante la presión fiscal impuesta por las reformas borbónicas y que en el norte se sumó a una serie de catástrofes naturales que mermaron la producción agrícola y también las posibilidades de tributar de la población (Ramírez 1998:189). En esta línea, también se conoce un pleito mantenido por las comunidades de Salas, Penachí, Ingaguasi y Cañares para que se les reconociera el derecho a pagar solo el veinteno, y no el diezmo de su producción a la Iglesia (Sala i Vila 1993:143-144).

### La visita del obispo Baltazar Jaime Martínez de Compañón: una mirada etnográfica del norte peruano

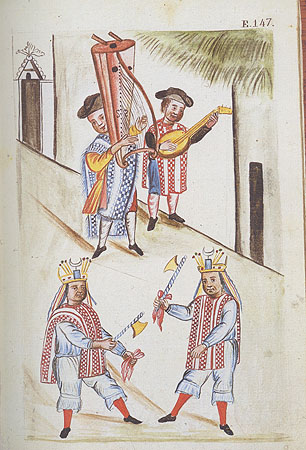
Vol 2 estampa 147 danza del chimo

En la fundación de Incahuasi, aparece como fundamental la actuación de la iglesia. Por un lado por la ayuda prestada por el párroco de Penachí a los indios de Ingaguasi y por otra por el reconocimiento dado a la nueva fundación por el obispado de Trujillo bajo cuya jurisdicción se encontraba esta zona. Este reconocimiento es recogido por el obispo Baltasar Jaime Martínez Compañón en la extensa reorganización eclesiástica que realizó durante la visita de su obispado, en la que Cañaris e Incahuasi pasaron a ser curatos. Durante la extensa visita de su obispado (1780-1785) que entonces incluía los departamentos de Piura, Lambayeque, Cajamarca, Amazonas y La Libertad, Martínez Compañón mandó confeccionar más de un millar de acuarelas para que el entonces delfín español, Carlos IV, conociera este territorio. Estas acuarelas, organizadas en nueve volúmenes, recogen además de la flora y fauna de la región gran cantidad de escenas de actividades productivas, vida cotidiana, música y danzas que en parte siguen vigentes entre los quechua hablantes de Lambayeque y que son fundamentales para el estudio etnohistórico de la zona norte en el siglo XVIII. 

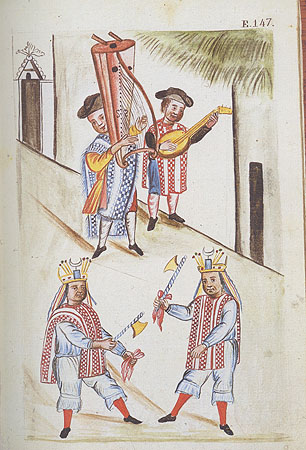
Vol 2 estampa 147 danza del chimo

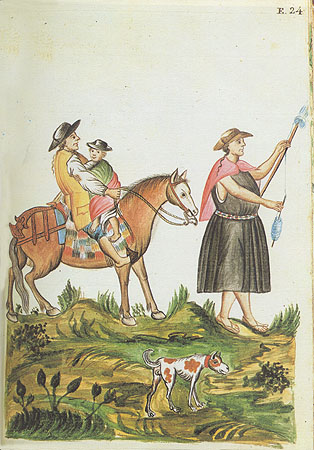
Estampa 24, volumen II. Trujillo del Perú. Baltzar Jaime Martínez Compañón y Bujanda

## La época republicana: de la consolidación del sistema de haciendas a la reforma agraria de Velasco Alvarado
Pocas décadas después de la visita del obispo Martínez de Compañón y en el clima de efervescencia generado por las políticas de los monarcas Borbones y los acontecimientos que envolvieron el territorio peninsular por la invasión francesa, en las colonias americanas se inicia el proceso de Independencia. Tras la Independencia, aparece un actor que va a dominar en esta zona durante parte de la centuria decimonona y hasta la década de los 70 del siglo XX y que va perpetuar la situación de conflicto por el territorio del siglo XVIII: la de los gamonales. Estas figuras, grandes hacendados todavía recordados por los comuneros de la sierra, tenían un poder casi ilimitado sobre este territorio y su población. Esta configuración incidió profundamente en la historia local, por el control que ejercían sobre la mano de obra indígena, limitando su libertada de desplazamiento y manteniendo a la población prácticamente aislada en lo que ha sido descrito como un sistema semi-feudal (Taylor, Aldana, y Chaléard 2006:256).

### La Reforma Agraria de Juan Velasco Alvarado
Este panorama de las grandes haciendas se modificaría con la Reforma Agraria llevada a cabo durante el gobierno militar de Juan Velasco Alvarado en los años 70 del siglo XX. A partir de este momento los territorios que pertenecían a las haciendas y también los de las Comunidades Indígenas pasaron constituirse en Comunidades Campesinas, sistema de posesión comunal de la tierra hasta ahora vigente en los territorios de la sierra. En Incahuasi hay seis comunidades, la de San Pablo de Incahuasi, que incluye a la capital distrital y las de Laquipampa, Moyan, Atumpampa, Marayhuaca y Kongacha. Mientras que en los otros dos distritos existen dos comunidades en cada uno, en Cañaris: la de San Juan de Cañaris y la de Túpac Amaru II; al igual que en el distrito de Salas: la de San Mateo de Penachí y San Francisco de Asís de Salas.

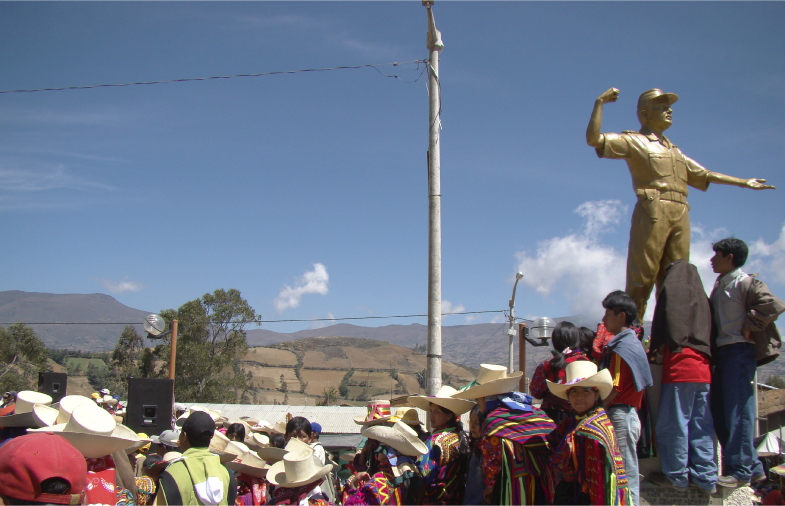
Estatua de Juan Velasco Alvarado en la plaza de Uyurpampa, distrito de Incahuasi 2010

La figura de la Comunidad Campesina ha jugado, y continúa haciéndolo, un papel fundamental en la defensa y gestión de las tierras que pertenecen a la Comunidad, en el mantenimiento de infraestructuras comunes como caminos y canales; y en la función de vigilancia y policía que ejercen las Rondas Campesinas (Tafur Morán 1986). Adicionalmente, desde hace poco más de 60 años Cañaris e Incahuasi pasaron a ser distritos, mientras que la zona quechua hablante de Penachí quedó dentro del distrito de Salas, esta nueva estructura administrativa ha supuesto la mayor integración de estos territorios en las dinámicas nacionales y está generando una serie de transformaciones a las que hoy se enfrentan los quechuas de Lambayeque. Estas transformaciones se han acelerados desde hace poco más de veinte años con la construcción de nuevas infraestructuras de transporte y comunicaciones, con el aumento de la escolarización y la migración de los jóvenes a las ciudades, lo que ha permitido el ingreso a la zona de nuevos productos, tecnologías e ideas, integrando esta zona cada vez más en un mundo y economía globales.